# Kersti Flyckt
Anna Kerstin "Kersti" Flyckt, född 19 april 1925 i Bollebygd, död 23 januari 2009 i Fristads församling, var en svensk konstnär. 
Hon var dotter till Manfred Flyckt och Josefina Nilsson. Flyckt studerade vid Konstgillets målarskola i Borås samt för John Hedæus, Hans Stridh och sin far samt under studieresor till de nordiska länderna. Separat ställde hon ut på ett flertal platser i Västsverige och hon medverkade i samlingsutställningar med Sjuhäradsbygdens konstförening. Förutom tavlor består hennes konst av väggdekorationer i metall.  